# Playfairite
La playfairite è un minerale.